# 玉島商工会議所
玉島商工会議所（たましましょうこうかいぎしょ）は、主に倉敷市の玉島地区内に事業所をおく企業・団体で運営されている商工会議所。

## 概要
玉島商工会議所は、岡山県下では岡山・倉敷・津山に次いで1940年に設立された公的な団体。地域中小企業事業者の経営改善普及事業により、働きやすい地域環境づくりに貢献するための活動をしている。

### 所在地
- 〒713-8122 岡山県倉敷市玉島中央町2丁目3-12

### 活動内容
- 経営改善普及事業の指導
- 商工業に関する調査研究
- 情報の提供
- 意見活動及び技術・技能の普及
- 小規模事業者経営改善資金融資（マル経）制度による貸付
- 玉島ふるさとふれあい物産展の開催
- マイボトル普及啓蒙事業

## アクセス
- 公共交通
  - JR西日本山陽本線（在来線）または、山陽新幹線新倉敷駅
    - バスで約8分、玉島中央町停留所下車、徒歩約1分（150メートル）